# 宮崎県道17号南俣宮崎線
宮崎県道17号南俣宮崎線（みやざきけんどう17ごう みなみまたみやざきせん）は、宮崎県東諸県郡綾町から宮崎市に至る県道（主要地方道）である。

## 概要
東諸県郡綾町大字南俣から宮崎市中村西2丁目に至る。混雑する宮崎県道26号宮崎須木線の抜け道として利用され、宮崎市内においては内環状線の一部として位置づけられている。

### 路線データ
- 起点：宮崎県東諸県郡綾町大字南俣（郷鴫（ごうしき）橋東詰交差点、宮崎県道26号宮崎須木線交点）
- 終点：宮崎市中村西2丁目（国道220号交点）

## 歴史
- 1993年（平成5年）5月11日 - 建設省から、県道南俣宮崎線・県道那珂高岡線の一部が南俣宮崎線として主要地方道に指定される[1]。
- 1994年（平成6年）4月1日 - 宮崎県告示第413号[2]により路線認定される。

## 路線状況

### 通称
- 宮崎内環状線（宮崎市小松 - 宮崎市天満 宮崎市立大淀中学校前）

### 道路施設

#### 橋梁
- 元町橋（本庄川、東諸県郡綾町）
- 明久橋（明久川、宮崎市）
- 有田橋（大淀川、宮崎市）
- 下小松橋（大谷川、宮崎市）
- 水流橋（水流川、宮崎市）

## 地理

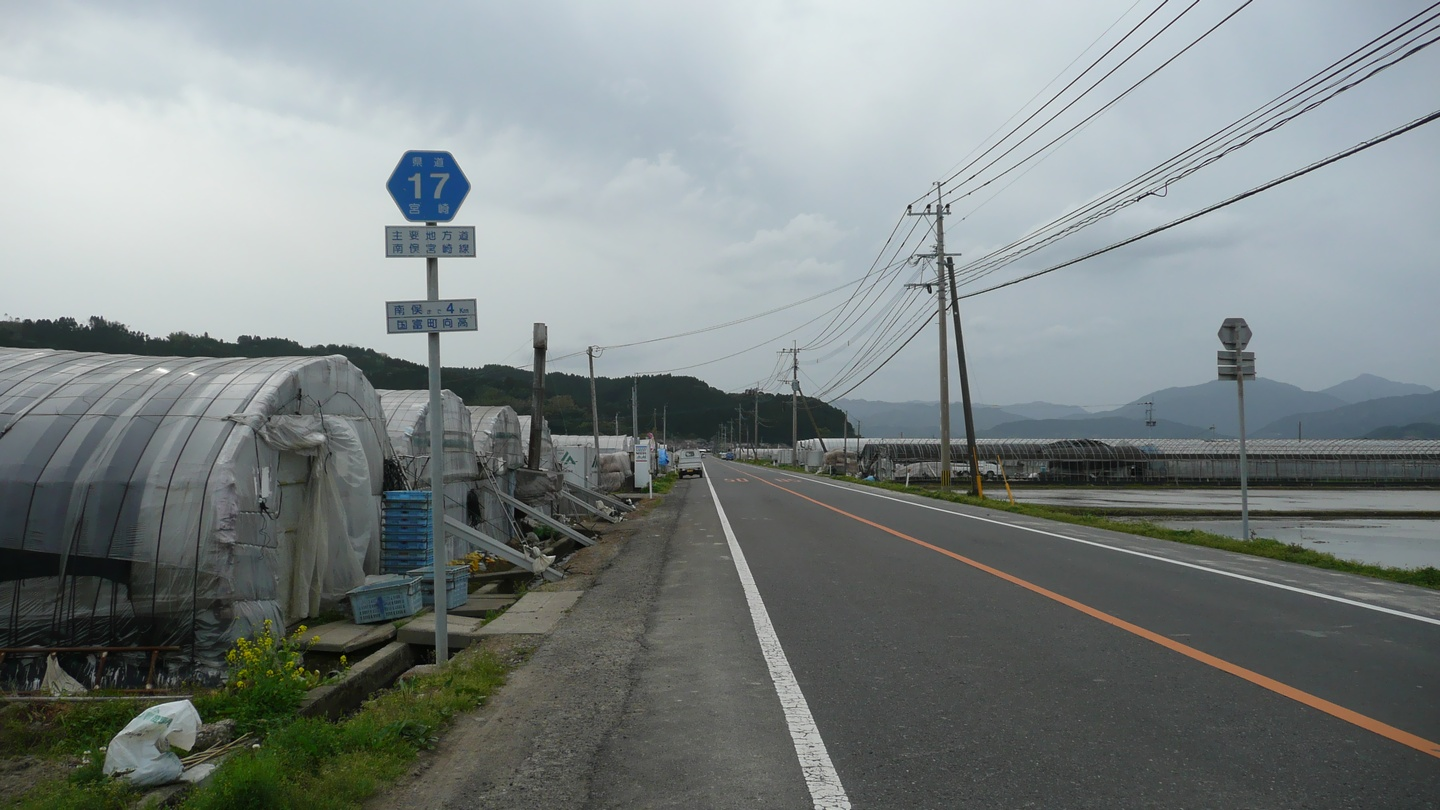
国富町内（綾町方面）

### 通過する自治体
- 東諸県郡綾町
- 東諸県郡国富町
- 宮崎市

### 交差する道路
| 交差する道路             | 市町村名 | 市町村名 | 交差する場所 | 交差する場所                        |
| ------------------------ | -------- | -------- | ------------ | ----------------------------------- |
| 宮崎県道26号宮崎須木線   | 東諸県郡 | 綾町     | 大字南俣     | 郷鴫（ごうしき）橋東詰交差点 / 起点 |
| 宮崎県道24号高鍋高岡線   | 東諸県郡 | 国富町   | 大字嵐田     | 国富町嵐田交差点                    |
| 宮崎県道351号木脇高岡線  | 宮崎市   | 宮崎市   | 大字堤内     |                                     |
| 宮崎県道352号野首麓線    | 宮崎市   | 宮崎市   | 大字糸原     |                                     |
| 宮崎県道9号宮崎西環状線  | 宮崎市   | 宮崎市   | 大字跡江     | 跡江交差点                          |
| 国道10号                 | 宮崎市   | 宮崎市   | 大塚町原ノ前 |                                     |
| 国道269号 / 天満バイパス | 宮崎市   | 宮崎市   | 福島町2丁目  | 福島二丁目交差点                    |
| 国道220号 国道448号 重複 | 宮崎市   | 宮崎市   | 中村西2丁目  | 終点                                |

### 沿線
- 宮崎市立倉岡小学校
- 宮崎市立大淀中学校
- 宮崎市立大淀小学校
- JR九州日豊本線・日南線 南宮崎駅（終点付近）